# Gerhard Geiseler
Gerhard Geiseler (* 21. Januar 1915 in Soldin; † 8. Mai 1999 in Frankenberg/Eder) war ein deutscher Chemiker (Physikalische Chemie).

## Leben
Geiseler studierte ab 1935 Chemie an der Universität Königsberg, war ab 1939 Assistent und wurde 1941 promoviert. 1942 trat er in das Versuchslabor der Leunawerke ein und arbeitete nach dem Krieg (1946–1951) im Rahmen angeordneter Reparationsleistungen in einem Forschungsinstitut in Leningrad. Anschließend setzte er seine Tätigkeit bei den Leunawerken als Leiter einer Forschungsabteilung und einer Produktionsabteilung für Ethylen fort und habilitierte sich 1955 an der Universität Leipzig. 1959 erhielt er dort eine Professur mit Lehrauftrag für Sondergebiete der Physikalischen Chemie. 1960 erfolgte seine Berufung zum Professor mit Lehrstuhl für Physikalische Chemie. Noch im gleichen Jahr wurde er zum Direktor des Physikalisch-Chemischen Instituts der Universität Leipzig ernannt, das er von 1960 bis 1968 leitete. 1969 wurde er Mitglied der Leopoldina. und ab 1976 Mitglied des Senats dieser Akademie. 1980 wurde Geiseler in Leipzig emeritiert.
Schwerpunkte seiner wissenschaftlichen Tätigkeit waren neben der Grundlagenforschung auch zahlreiche industrielle Forschungsprojekte. So war Geiseler maßgeblich an der Entwicklung des Synol-Verfahrens beteiligt und entwickelte 1954/55 bei den Leunawerken ein Verfahren der Ethylen-Polymerisation unter hohem Druck, das später industriell in den Polymir-Werken bei Leuna und in der Sowjetunion umgesetzt wurde. Das von ihm entwickelte Verfahren zur Herstellung von Methylenchlorid durch thermische Chlorierung von Methan wurde später in verschiedenen industriellen Großanlagen angewandt.
1942 untersuchte er die 1924 erstmals aufgetretene Haffkrankheit, eine Fischvergiftung. 
Das wissenschaftliche Gesamtwerk Geiselers umfasst mehr als 200 Veröffentlichungen und zahlreiche Patente. Sein Wirken fand vielfältige Anerkennung, unter anderem durch die Wahl zum Mitglied der Deutschen Akademie der Naturforscher Leopoldina (1969), die Verleihung der ersten Wilhelm-Ostwald-Medaille durch die Sächsische Akademie der Wissenschaften (1979) und die Ehrenmitgliedschaft der Deutschen Bunsen-Gesellschaft (1991). Aus der wissenschaftlichen Schule von Geiseler gingen zahlreiche erfolgreiche Industriechemiker und mehrere Hochschullehrer hervor. Zu Letzteren zählen Manfred Rätzsch (Linz/Österreich), Johanna Fruwert (Universität Leipzig), Klaus Scherzer (TH Leuna-Merseburg), Reiner Salzer (TU Dresden) und Heinz Böhlig (Universität Leipzig).

## Schriften
- Herausgeber: Ausgewählte physikalische Methoden der organischen Chemie, 2 Bände, Berlin, Akademie Verlag 1963
- mit Heinz Seidel: Die Wasserstoffbrückenbindung, Vieweg, Teubner 1977
- Herausgeber: Chemische Elementarreaktionen und Reaktionsmechanismen, 1979